# Truth and Soul
Az 1988-as Truth and Soul a Fishbone második nagylemeze. Az album Curtis Mayfield Freddie’s Dead klasszikusának egyik változatával kezdődik. Az európai kiadásra két bónuszdal került fel, az I Like to Hide Behind My Glasses és az In the Name of Swing.
Az album szerepel az 1001 lemez, amit hallanod kell, mielőtt meghalsz című könyvben.

## Az album dalai
|     | Cím                                               | Szerző(k)                   | Hossz |
| --- | ------------------------------------------------- | --------------------------- | ----- |
| 1.  | Freddie’s Dead                                    | Curtis Mayfield             | 4:30  |
| 2.  | Ma and Pa                                         | Kendall Jones, Angelo Moore | 3:19  |
| 3.  | Question of Life                                  | Moore                       | 3:01  |
| 4.  | Pouring Rain                                      | Chris Dowd                  | 5:13  |
| 5.  | Deep Inside                                       | John Norwood Fisher, Moore  | 1:21  |
| 6.  | Mighty Long Way                                   | Fisher                      | 3:25  |
| 7.  | I Like to Hide Behind My Glasses (csak Európában) | Dowd, Moore                 | 4:46  |
| 8.  | Bonin’ in the Boneyard                            | Fisher, David Kahne, Moore  | 4:44  |
| 9.  | One Day                                           | Jones, Kahne, Walter Kibby  | 4:34  |
| 10. | Subliminal Fascism                                | Moore                       | 1:27  |
| 11. | Slow Bus Movin’ (Howard Beach Party)              | Fisher, Jones, Kibby, Moore | 2:37  |
| 12. | In the Name of Swing (csak Európában)             | Moore, Fisher, Kahne        | 2:50  |
| 13. | Ghetto Soundwave                                  | Jones                       | 4:23  |
| 14. | Change                                            |                             | 2:57  |

## Közreműködők

### Fishbone
- Chris Dowd – ének, billentyűk, harsona
- John Norwood Fisher – ének, basszusgitár
- Philip "Fish" Fisher – dob, ütőhangszerek
- Kendall Jones – ének, elektromos gitár, akusztikus gitár
- Walter A. Kibby II – ének, trombita
- Angelo Moore – ének, szaxofon

### Produkció
- John Bavin – hangmérnök
- Larry Ferguson  – hangmérnök
- David Kahne – producer, hangmérnök

## Fordítás
Ez a szócikk részben vagy egészben a Truth and Soul című angol Wikipédia-szócikk ezen változatának fordításán alapul.  Az eredeti cikk szerkesztőit annak laptörténete sorolja fel. Ez a jelzés csupán a megfogalmazás eredetét és a szerzői jogokat jelzi, nem szolgál a cikkben szereplő információk forrásmegjelöléseként.